# Élections municipales en Ille-et-Vilaine

## Élections municipales de 2020
| Commune                    | Population | Maire sortant           | Parti | Parti  | Maire élu                 | Parti | Parti  |
| -------------------------- | ---------- | ----------------------- | ----- | ------ | ------------------------- | ----- | ------ |
| Acigné                     | 6 740      | Olivier Dehaese         |       | PS     | Olivier Dehaese           |       | PS     |
| Argentré-du-Plessis        | 4 396      | Jean-Noël Bévière       |       | LR     | Jean-Noël Bévière         |       | LR     |
| Bain-de-Bretagne           | 7 331      | Yves Thébault           |       | MoDem  | Dominique Bodin           |       | DVC    |
| Bains-sur-Oust             | 3 478      | Marc Derval             |       | DVD    | Daniel Barre              |       | DVD    |
| Bédée                      | 4 308      | Joseph Thébault         |       | DVD    | Joseph Thébault           |       | DVD    |
| Betton                     | 11 735     | Michel Gautier          |       | PS     | Laurence Besserve         |       | PS     |
| Bourg-des-Comptes          | 3 264      | Christian Leprêtre      |       | DVD    | Christian Leprêtre        |       | DVD    |
| Bourgbarré                 | 4 132      | Didier Nouyou           |       | DVG    | Franck Morvan             |       | DVG    |
| Bréal-sous-Montfort        | 6 131      | Bernard Ethoré          |       | LR     | Bernard Ethoré            |       | LR     |
| Breteil                    | 3 584      | Joseph Le Lez           |       | DVG    | Isabelle Ozoux            |       | SE     |
| Bruz                       | 18 266     | Auguste Louapre         |       | LREM   | Philippe Salmon           |       | ND     |
| Cancale                    | 5 121      | Pierre-Yves Mahieu      |       | PCD    | Pierre-Yves Mahieu        |       | PCD    |
| Cesson-Sévigné             | 17 526     | Albert Plouhinec        |       | LR     | Jean-Pierre Savignac      |       | DVC    |
| Chantepie                  | 10 435     | Grégoire Le Blond       |       | UDI    | Gilles Dreuslin           |       | PS     |
| Chartres-de-Bretagne       | 7 800      | Philippe Bonnin         |       | DVG    | Philippe Bonnin           |       | DVG    |
| Châteaubourg               | 7 064      | Teddy Regnier           |       | UDI    | Teddy Regnier             |       | UDI    |
| Châteaugiron               | 9 966      | Jean-Claude Beline      |       | DVD    | Yves Renault              |       | DVD    |
| Chavagne                   | 4 015      | René Bouillon           |       | PS     | René Bouillon             |       | PS     |
| Combourg                   | 5 940      | Joël Le Besco           |       | DVD    | Joël Le Besco             |       | DVD    |
| Corps-Nuds                 | 3 296      | Alain Prigent           |       | DVD    | Alain Prigent             |       | DVD    |
| Crevin                     | 2 828      | Daniel Gendrot          |       | DVG    | Daniel Gendrot            |       | DVG    |
| Dinard                     | 10 027     | Jean-Claude Mahé        |       | DVC    | Arnaud Salmon             |       | DVD    |
| Dol-de-Bretagne            | 5 693      | Denis Rapinel           |       | UDI    | Denis Rapinel             |       | UDI    |
| Domloup                    | 3 522      | Jacky Lechâble          |       | DVG    | Jacky Lechâble            |       | DVG    |
| Étrelles                   | 2 543      | Marie-Christine Morice  |       | UDI    | Marie-Christine Morice    |       | UDI    |
| Fougères                   | 20 418     | Louis Feuvrier          |       | DVG    | Louis Feuvrier            |       | DVG    |
| Gévezé                     | 5 301      | Jean-Claude Rouault     |       | DVD    | Jean-Claude Rouault       |       | DVD    |
| Goven                      | 4 363      | Norbert Saulnier        |       | DVG    | Norbert Saulnier          |       | DVG    |
| Guichen                    | 8 568      | Joël Sieller            |       | DVD    | Dominique Delamarre       |       | DVD    |
| Guignen                    | 3 902      | Évelyne Lefeuvre        |       | DVG    | Évelyne Lefeuvre          |       | DVG    |
| Guipry-Messac              | 6 961      | Thierry Beaujouan       |       | DVG    | Thierry Beaujouan         |       | DVG    |
| Iffendic                   | 4 469      | Christophe Martins      |       | PRV    | Christophe Martins        |       | PRV    |
| Janzé                      | 8 279      | Hubert Paris            |       | DVG    | Hubert Paris              |       | DVG    |
| L'Hermitage                | 4 437      | André Chouan            |       | DVG    | André Chouan              |       | DVG    |
| La Bouëxière               | 4 447      | Stéphane Piquet         |       | DVG    | Stéphane Piquet           |       | DVG    |
| La Chapelle-des-Fougeretz  | 4 773      | Jean-Yves Chiron        |       | LR     | Anne Le Floch             |       | PS     |
| La Fresnais                | 2 541      | Nicole Simon            |       | SE     | Éric Poussin              |       | SE     |
| La Guerche-de-Bretagne     | 4 243      | Pierre Després          |       | LR     | Élisabeth Guiheneux       |       | LR     |
| La Mézière                 | 4 892      | Gérard Bazin            |       | PS     | Pascal Goriaux            |       | PS     |
| Laillé                     | 5 026      | Pascal Hervé            |       | DVG    | Françoise Louapre         |       | DVG    |
| Le Rheu                    | 8 740      | Mickaël Bouloux         |       | PS     | Mickaël Bouloux           |       | PS     |
| Lécousse                   | 3 233      | Bernard Marboeuf        |       | UDI-AC | Anne Perrin               |       | UDI-AC |
| Liffré                     | 7 609      | Guillaume Bégué         |       | PS     | Guillaume Bégué           |       | PS     |
| Louvigné-du-Désert         | 3 374      | Jean-Pierre Oger        |       | DVD    | Jean-Pierre Oger          |       | DVD    |
| Maen Roch                  | 4 850      | Louis Dubreil           |       | DVG    | Thomas Janvier            |       | DVG    |
| Martigné-Ferchaud          | 2 603      | Pierre Jégu             |       | DVG    | Patrick Henry             |       | SE     |
| Melesse                    | 6 576      | Claude Jaouen           |       | DVG    | Claude Jaouen             |       | DVG    |
| Mesnil-Roc'h               | 4 301      | Christelle Brossellier  |       | DVG    | Christelle Brossellier    |       | DVG    |
| Miniac-Morvan              | 3 931      | Dominique Louvel        |       | DVD    | Olivier Compain           |       | DVC    |
| Montauban-de-Bretagne      | 5 840      | Serge Jalu              |       | PS     | Serge Jalu                |       | PS     |
| Montfort-sur-Meu           | 6 653      | Delphine David          |       | LR     | Fabrice Dalino            |       | UDB    |
| Montgermont                | 3 364      | Brigitte Le Men         |       | DVG    | Laurent Prizé             |       | DVG    |
| Mordelles                  | 7 363      | Thierry Le Bihan        |       | LREM   | Thierry Le Bihan          |       | LREM   |
| Nouvoitou                  | 3 099      | Jean-Marc Legagneur     |       | PS     | Jean-Marc Legagneur       |       | PS     |
| Noyal-Châtillon-sur-Seiche | 6 919      | Gilles de Bel-Air       |       | DVD    | Sébastien Guéret          |       | PS     |
| Noyal-sur-Vilaine          | 6 008      | Marielle Muret-Baudouin |       | DVD    | Marielle Muret-Baudouin   |       | DVD    |
| Orgères                    | 4 729      | Daniel Dein             |       | DVG    | Yannick Cochaud           |       | SE     |
| Pacé                       | 11 739     | Paul Kerdraon           |       | LR     | Hervé Depouez             |       | DVD    |
| Pipriac                    | 3 745      | Marcel Bouvier          |       | DVD    | Franck Pichot             |       | PS     |
| Piré-Chancé                | 2 901      | Dominique Denieul       |       | DVD    | Dominique Denieul         |       | DVD    |
| Pléchâtel                  | 2 789      | Éric Bourasseau         |       | DVD    | Éric Bourasseau           |       | DVD    |
| Plélan-le-Grand            | 3 949      | Murielle Douté-Bouton   |       | DVG    | Murielle Douté-Bouton     |       | DVG    |
| Plerguer                   | 2 722      | Jean-Luc Beaudoin       |       | DVG    | Jean-Luc Beaudoin         |       | DVG    |
| Pleumeleuc                 | 3 329      | Patricia Cousin         |       | DVD    | Anne-Sophie Patru         |       | DVD    |
| Pleurtuit                  | 6 806      | Alain Launay            |       | PS     | Sophie Bezier             |       | DVD    |
| Pont-Péan                  | 4 463      | Jean-Luc Gaudin         |       | PS     | Michel Demolder           |       | PCF    |
| Redon                      | 9 014      | Pascal Duchêne          |       | UDI    | Pascal Duchêne            |       | UDI    |
| Rennes                     | 216 815    | Nathalie Appéré         |       | PS     | Nathalie Appéré           |       | PS     |
| Retiers                    | 4 357      | Thierry Restif          |       | DVD    | Thierry Restif            |       | DVD    |
| Rives-du-Couesnon          | 2 858      | David Lebouvier         |       | DVD    | David Lebouvier           |       | DVD    |
| Romillé                    | 3 905      | Marie-Hélène Daucé      |       | UDI    | Henri Daucé               |       | DVG    |
| Saint-Aubin-d'Aubigné      | 3 796      | Jacques Richard         |       | UDI    | Jacques Richard           |       | UDI    |
| Saint-Aubin-du-Cormier     | 3 837      | Jérôme Bégasse          |       | DVG    | Jérôme Bégasse            |       | DVG    |
| Saint-Coulomb              | 2 707      | Loïc Levillain          |       | SE     | Jean-Michel Fredou        |       | SE     |
| Saint-Domineuc             | 2 532      | Benoît Sohier           |       | PS     | Benoît Sohier             |       | PS     |
| Saint-Erblon               | 3 078      | Hervé Letort            |       | PS     | Matthieu Pollet           |       | DVG    |
| Saint-Gilles               | 4 984      | Philippe Thébault       |       | DVG    | Philippe Thébault         |       | DVG    |
| Saint-Grégoire             | 9 639      | Pierre Breteau          |       | MoDem  | Pierre Breteau            |       | MoDem  |
| Saint-Jacques-de-la-Lande  | 13 087     | Emmanuel Couet          |       | PS     | Marie Ducamin             |       | PS     |
| Saint-Jouan-des-Guérets    | 2 646      | Luc Couapel             |       | DVD    | Marie-France Ferret       |       | DVD    |
| Saint-Malo                 | 46 097     | Claude Renoult          |       | DVD    | Gilles Lurton             |       | LR     |
| Saint-Méen-le-Grand        | 4 635      | Pierre Guitton          |       | UDI    | Pierre Guitton            |       | UDI    |
| Saint-Méloir-des-Ondes     | 4 086      | René Bernard            |       | DVD    | Dominique de La Portbarré |       | DVC    |
| Sens-de-Bretagne           | 2 554      | Yves Colombel           |       | DVD    | Bernard Louapre           |       | DVD    |
| Servon-sur-Vilaine         | 3 676      | Joseph Jan              |       | DVG    | Melaine Morin             |       | SE     |
| Thorigné-Fouillard         | 8 463      | Pascale Jubault-Chausé  |       | PS     | Gaël Lefeuvre             |       | ECO    |
| Tinténiac                  | 3 635      | Louis Rochefort         |       | DVD    | Christian Toczé           |       | DVG    |
| Val d'Anast                | 3 980      | Michel Chiron           |       | DVD    | Pierre-Yves Reboux        |       | MR     |
| Val-Couesnon               | 4 191      | Philippe Germain        |       | DVD    | Emmanuel Houdus           |       | DVC    |
| Val-d'Izé                  | 2 590      | Thierry Travers         |       | UDI    | Bruno Delva               |       | DVD    |
| Vern-sur-Seiche            | 7 911      | Didier Moyon            |       | PS     | Stéphane Labbé            |       | DVD    |
| Vezin-le-Coquet            | 5 727      | Jean Roudaut            |       | PS     | René-François Houssin     |       | PS     |
| Vitré                      | 18 037     | Pierre Méhaignerie      |       | UDI    | Isabelle Le Callennec     |       | LR     |

Le scrutin est marqué dans l'ensemble par une stabilité politique, avec plusieurs victoires notables à gauche. À l'exception de Cesson-Sévigné, Châteaubourg, Guignen, Mordelles et Saint-Aubin-d'Aubigné, la gauche reprend ainsi les villes perdues lors du scrutin précédent, à Bruz, La Chapelle-des-Fougeretz, Noyal-Châtillon-sur-Seiche et Romillé. Elle l'emporte également à Chantepie, Pipriac et Tinténiac, tout en cédant Pleurtuit et Vern-sur-Seiche à la droite. Pour la première fois, à Pont-Péan, un communiste parvient à remporter une mairie. On note la perte de Cesson-Sévigné pour la droite, au profit d'un candidat centriste. Battu à Bruz, le parti présidentiel La République en marche conserve Mordelles.

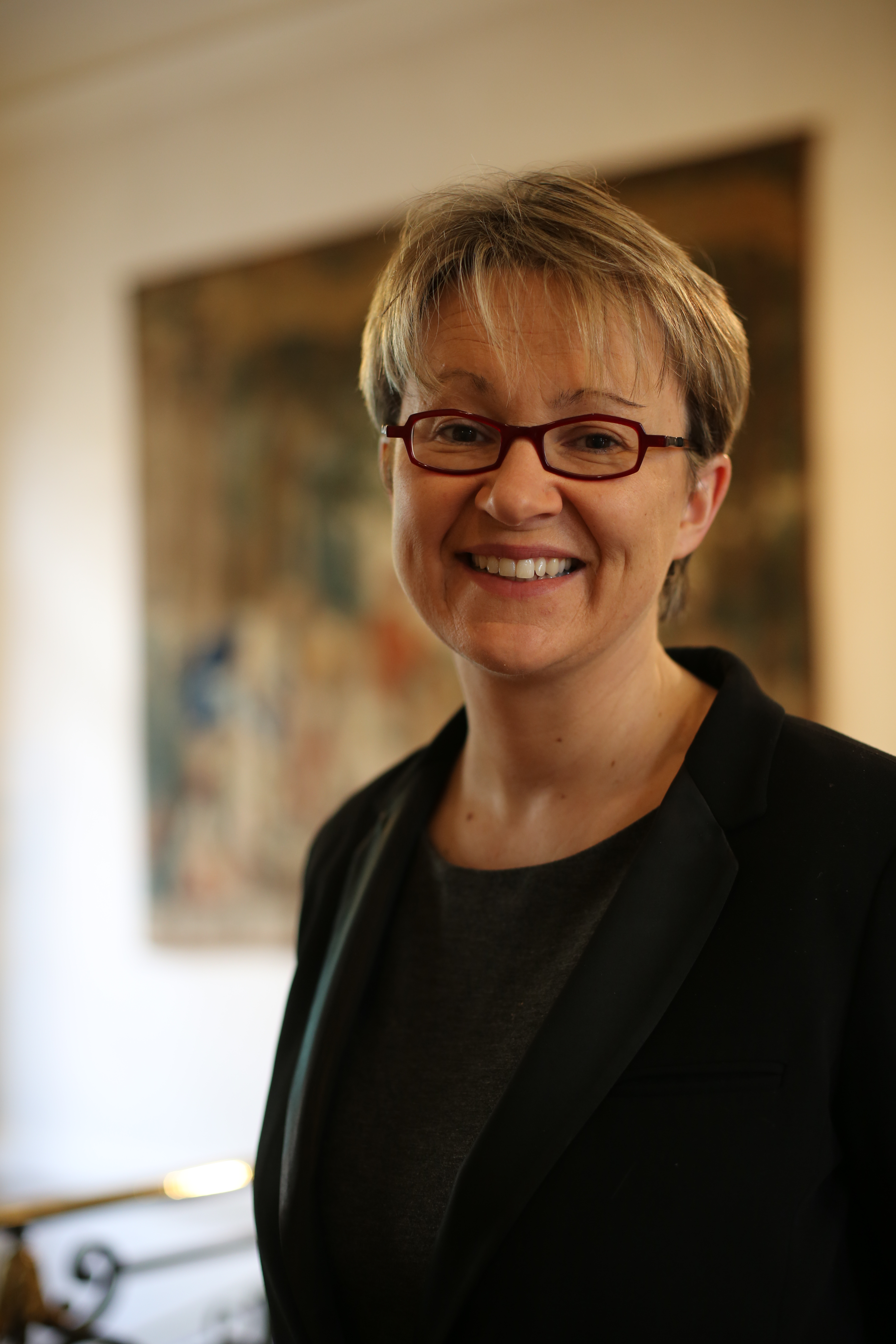
Nathalie Appéré, réélue à Rennes.
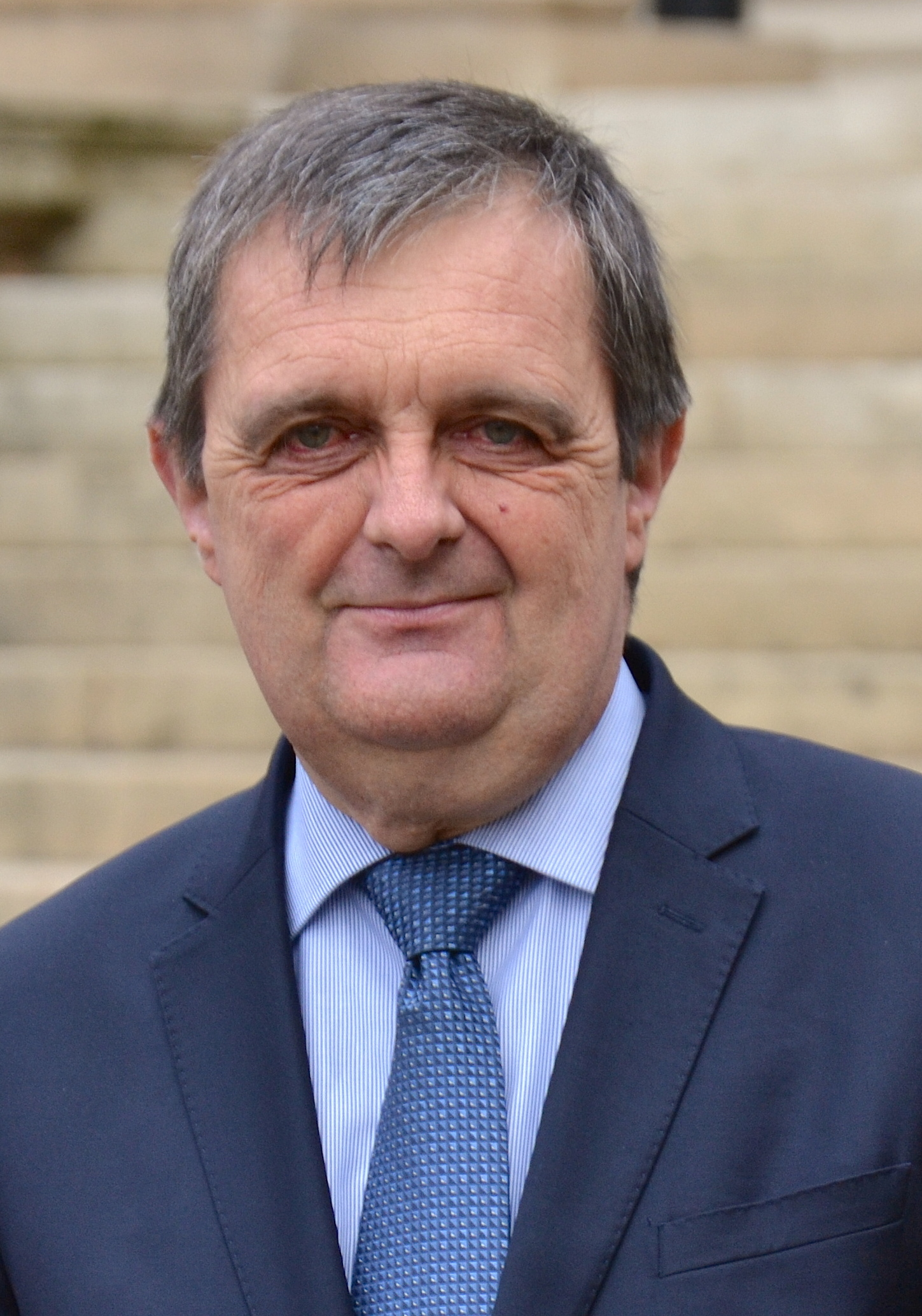
Gilles Lurton, élu à Saint-Malo.

## Élections municipales de 2014
| Commune                    | Population | Maire sortant          | Parti | Parti  | Maire élu               | Parti | Parti  |
| -------------------------- | ---------- | ---------------------- | ----- | ------ | ----------------------- | ----- | ------ |
| Acigné                     | 6 166      | Guy Jouhier            |       | PS     | Olivier Dehaese         |       | PS     |
| Argentré-du-Plessis        | 4 233      | Pierre Fadier          |       | UMP    | Daniel Bausson          |       | DVD    |
| Bain-de-Bretagne           | 7 413      | Yves Thébault          |       | MoDem  | Yves Thébault           |       | MoDem  |
| Bains-sur-Oust             | 3 410      | Marc Derval            |       | DVD    | Marc Derval             |       | DVD    |
| Bédée                      | 4 003      | Annie Davy             |       | UMP    | Joseph Thébault         |       | UMP    |
| Betton                     | 10 085     | Michel Gautier         |       | PS     | Michel Gautier          |       | PS     |
| Bourg-des-Comptes          | 3 042      | Pierre Dano            |       | DVD    | Christian Leprêtre      |       | DVD    |
| Bourgbarré                 | 3 551      | Didier Nouyou          |       | DVG    | Didier Nouyou           |       | DVG    |
| Bréal-sous-Montfort        | 5 136      | Joseph Durand          |       | DVD    | Bernard Ethoré          |       | DVD    |
| Breteil                    | 3 425      | Joseph Le Lez          |       | DVG    | Joseph Le Lez           |       | DVG    |
| Bruz                       | 16 612     | Philippe Caffin        |       | DVG    | Auguste Louapre         |       | UMP    |
| Cancale                    | 5 277      | Pierre-Yves Mahieu     |       | PCD    | Pierre-Yves Mahieu      |       | PCD    |
| Cesson-Sévigné             | 15 413     | Michel Bihan           |       | PS     | Albert Plouhinec        |       | UMP    |
| Chantepie                  | 10 034     | Grégoire Le Blond      |       | UDI    | Grégoire Le Blond       |       | UDI    |
| Chartres-de-Bretagne       | 7 304      | Philippe Bonnin        |       | PS     | Philippe Bonnin         |       | PS     |
| Châteaubourg               | 6 196      | Virginie Klès          |       | DVG    | Teddy Regnier           |       | UDI    |
| Châteaugiron               | 6 758      | Françoise Gatel        |       | UDI    | Françoise Gatel         |       | UDI    |
| Chavagne                   | 3 717      | André Crocq            |       | DVG    | André Crocq             |       | DVG    |
| Combourg                   | 5 702      | Joël Le Besco          |       | UMP    | Joël Le Besco           |       | UMP    |
| Corps-Nuds                 | 3 018      | Alain Prigent          |       | DVD    | Alain Prigent           |       | DVD    |
| Crevin                     | 2 602      | Daniel Gendrot         |       | DVG    | Daniel Gendrot          |       | DVG    |
| Dinard                     | 10 230     | Sylvie Mallet          |       | DVD    | Martine Craveia         |       | DVD    |
| Dol-de-Bretagne            | 5 376      | Denis Rapinel          |       | DVD    | Denis Rapinel           |       | DVD    |
| Étrelles                   | 2 573      | Marie-Christine Morice |       | UDI    | Marie-Christine Morice  |       | UDI    |
| Fougères                   | 19 775     | Louis Feuvrier         |       | DVG    | Louis Feuvrier          |       | DVG    |
| Gévezé                     | 4 282      | Jean-Claude Rouault    |       | DVD    | Jean-Claude Rouault     |       | DVD    |
| Goven                      | 4 220      | Philippe Gourronc      |       | DVG    | Philippe Gourronc       |       | DVG    |
| Guichen                    | 7 648      | Joël Sieller           |       | DVD    | Joël Sieller            |       | DVD    |
| Guignen                    | 3 536      | Jean-Pierre Letournel  |       | PS     | Joseph Letournel        |       | DVD    |
| Guipry                     | 3 688      | Bernard Boulais        |       | DVD    | Bernard Boulais         |       | DVD    |
| Iffendic                   | 4 379      | Christophe Martins     |       | PRG    | Christophe Martins      |       | PRG    |
| Janzé                      | 8 170      | Hubert Paris           |       | DVG    | Hubert Paris            |       | DVG    |
| L'Hermitage                | 3 873      | André Chouan           |       | DVG    | André Chouan            |       | DVG    |
| La Bouëxière               | 3 847      | Stéphane Piquet        |       | DVG    | Stéphane Piquet         |       | DVG    |
| La Chapelle-des-Fougeretz  | 4 138      | Gisèle Apétoh          |       | PS     | Jean-Yves Chiron        |       | DVD    |
| La Guerche-de-Bretagne     | 4 264      | Pierre Després         |       | UMP    | Pierre Després          |       | UMP    |
| La Mézière                 | 4 345      | Gérard Bazin           |       | PS     | Gérard Bazin            |       | PS     |
| Laillé                     | 4 423      | Pascal Hervé           |       | DVG    | Pascal Hervé            |       | DVG    |
| Le Rheu                    | 7 696      | Jean-Luc Chenut        |       | PS     | Jean-Luc Chenut         |       | PS     |
| Lécousse                   | 2 954      | Bernard Marboeuf       |       | UDI-AC | Bernard Marboeuf        |       | UDI-AC |
| Liffré                     | 6 816      | Loïg Chesnais-Girard   |       | PS     | Loïg Chesnais-Girard    |       | PS     |
| Louvigné-du-Désert         | 3 613      | Jean-Pierre Oger       |       | DVD    | Jean-Pierre Oger        |       | DVD    |
| Martigné-Ferchaud          | 2 638      | Pierre Jégu            |       | DVG    | Pierre Jégu             |       | DVG    |
| Maure-de-Bretagne          | 3 241      | Michel Chiron          |       | DVD    | Michel Chiron           |       | DVD    |
| Melesse                    | 5 642      | Pierre Huckert         |       | DVD    | Claude Jaouen           |       | PS     |
| Miniac-Morvan              | 3 732      | Roger Chapon           |       | DVD    | Dominique Louvel        |       | DVD    |
| Montauban-de-Bretagne      | 4 861      | Serge Jalu             |       | PS     | Serge Jalu              |       | PS     |
| Montfort-sur-Meu           | 6 461      | Delphine David         |       | UMP    | Delphine David          |       | UMP    |
| Montgermont                | 3 195      | Alain Poulard          |       | DVG    | Brigitte Le Men         |       | DVG    |
| Mordelles                  | 7 230      | Bernard Poirier        |       | PS     | Thierry Le Bihan        |       | DVD    |
| Nouvoitou                  | 2 869      | Jean-Marc Legagneur    |       | PS     | Jean-Marc Legagneur     |       | PS     |
| Noyal-Châtillon-sur-Seiche | 6 469      | Sylvie Epaud           |       | PS     | Gilles de Bel-Air       |       | DVD    |
| Noyal-sur-Vilaine          | 5 465      | Jacques Audrain        |       | DVD    | Marielle Muret-Baudouin |       | DVD    |
| Orgères                    | 3 982      | Daniel Dein            |       | DVG    | Daniel Dein             |       | DVG    |
| Pacé                       | 10 488     | Paul Kerdraon          |       | UMP    | Paul Kerdraon           |       | UMP    |
| Pipriac                    | 3 584      | Marcel Bouvier         |       | DVD    | Marcel Bouvier          |       | DVD    |
| Pléchâtel                  | 2 731      | Éric Bourasseau        |       | DVD    | Éric Bourasseau         |       | DVD    |
| Plélan-le-Grand            | 3 593      | Laurent Peyrègne       |       | UMP    | Laurent Peyrègne        |       | UMP    |
| Pleumeleuc                 | 3 058      | Patricia Cousin        |       | DVD    | Patricia Cousin         |       | DVD    |
| Pleurtuit                  | 6 114      | Alain Launay           |       | PS     | Alain Launay            |       | PS     |
| Pont-Péan                  | 3 705      | Jean-Luc Gaudin        |       | PS     | Jean-Luc Gaudin         |       | PS     |
| Redon                      | 9 576      | Vincent Bourguet       |       | UDI    | Pascal Duchêne          |       | DVD    |
| Rennes                     | 208 033    | Daniel Delaveau        |       | PS     | Nathalie Appéré         |       | PS     |
| Retiers                    | 3 876      | Michelle Clouet        |       | UMP    | Thierry Restif          |       | UMP    |
| Romillé                    | 3 670      | Pierre Daucé           |       | PS     | Marie-Hélène Daucé      |       | UDI    |
| Saint-Aubin-d'Aubigné      | 3 342      | Pierre Esnault         |       | PS     | Jacques Richard         |       | DVD    |
| Saint-Aubin-du-Cormier     | 3 547      | Marie-Thérèse Auneau   |       | PRG    | Jérôme Bégasse          |       | DVG    |
| Saint-Brice-en-Coglès      | 2 823      | Louis Dubreil          |       | DVG    | Louis Dubreil           |       | DVG    |
| Saint-Coulomb              | 2 509      | Jean Mainguené         |       | UMP    | Loïc Levillain          |       | SE     |
| Saint-Erblon               | 2 541      | Hervé Letort           |       | DVG    | Hervé Letort            |       | DVG    |
| Saint-Gilles               | 3 815      | Jean-Michel Busnel     |       | DVG    | Philippe Thébault       |       | DVG    |
| Saint-Grégoire             | 8 580      | Pierre Breteau         |       | UDI    | Pierre Breteau          |       | UDI    |
| Saint-Jacques-de-la-Lande  | 10 712     | Emmanuel Couet         |       | PS     | Emmanuel Couet          |       | PS     |
| Saint-Jouan-des-Guérets    | 2 637      | Luc Couapel            |       | DVD    | Luc Couapel             |       | DVD    |
| Saint-Malo                 | 45 201     | René Couanau           |       | DVD    | Claude Renoult          |       | UMP    |
| Saint-Méen-le-Grand        | 4 476      | Michel Cottard         |       | UMP    | Pierre Guitton          |       | UMP    |
| Saint-Méloir-des-Ondes     | 3 763      | René Bernard           |       | DVD    | René Bernard            |       | DVD    |
| Saint-Pierre-de-Plesguen   | 2 690      | Robert Monnier         |       | SE     | Robert Monnier          |       | SE     |
| Sens-de-Bretagne           | 2 604      | Yves Colombel          |       | DVD    | Yves Colombel           |       | DVD    |
| Servon-sur-Vilaine         | 3 524      | Joseph Jan             |       | DVG    | Joseph Jan              |       | DVG    |
| Thorigné-Fouillard         | 7 293      | Jean-Jacques Bernard   |       | PS     | Jean-Jacques Bernard    |       | PS     |
| Tinténiac                  | 3 368      | Louis Rochefort        |       | DVD    | Louis Rochefort         |       | DVD    |
| Val-d'Izé                  | 2 503      | Bruno Delva            |       | DVD    | Thierry Travers         |       | DVD    |
| Vern-sur-Seiche            | 8 109      | Didier Moyon           |       | PS     | Didier Moyon            |       | PS     |
| Vezin-le-Coquet            | 4 651      | Jean Roudaut           |       | PS     | Jean Roudaut            |       | PS     |
| Vitré                      | 17 106     | Pierre Méhaignerie     |       | UDI    | Pierre Méhaignerie      |       | UDI    |

À l'image du reste du pays, on assiste en Ille-et-Vilaine à une forte poussée de la droite. On le constate notamment dans l'agglomération rennaise avec les basculements de Bruz, Cesson-Sévigné, Mordelles et Noyal-Châtillon-sur-Seiche. Dans le reste du département, la sénatrice apparentée PS Virginie Klès est battue par le candidat UDI à Châteaubourg.
Si Saint-Malo reste à droite, l'hôtel de ville change de premier magistrat : René Couanau, le maire sortant de la cité corsaire, est largement battu au second tour en terminant en troisième position derrière Claude Renoult et Stéphane Perrin. Même chose de l'autre côté de la Rance, à Dinard, où Martine Craveia déloge Sylvie Mallet.
A contrario, la gauche et notamment le Parti socialiste, se retrouve en difficulté : même si les socialistes conservent la plupart de leurs acquis, les résultats suivent la tendance nationale. Seule victoire notable, Claude Jaouen à Melesse. Rennes, bastion du PS depuis 1977 demeure à gauche mais élit pour la première fois une femme à sa tête : Nathalie Appéré, députée de la 2e circonscription.
Enfin, si le département est une terre traditionnellement hostile au Front national, l'extrême-droite progresse. À Rennes et Saint-Malo, il n'accède pas au second tour mais à Fougères, il entre au conseil municipal en recueillant près de 17%.

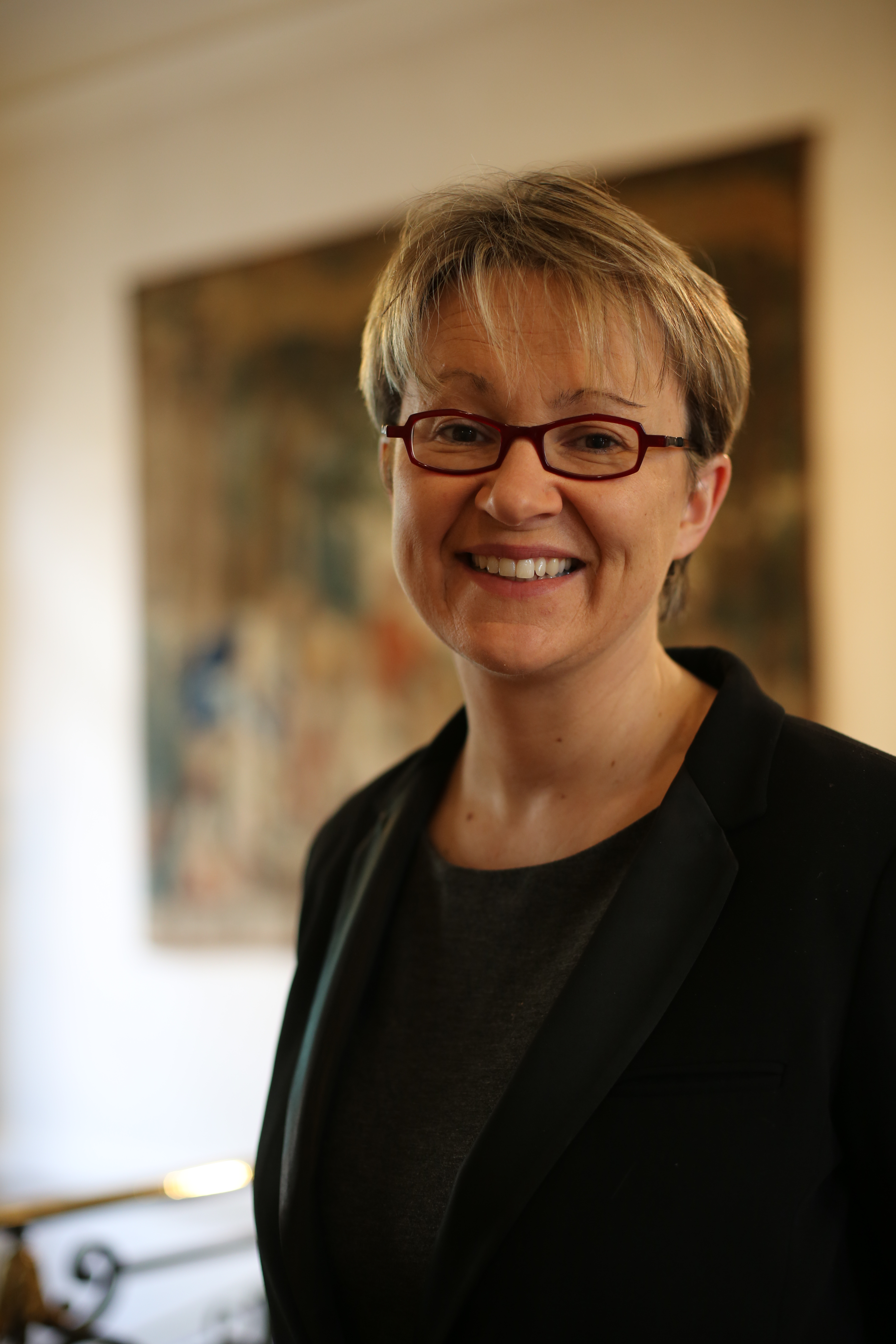
Nathalie Appéré, élue à Rennes.
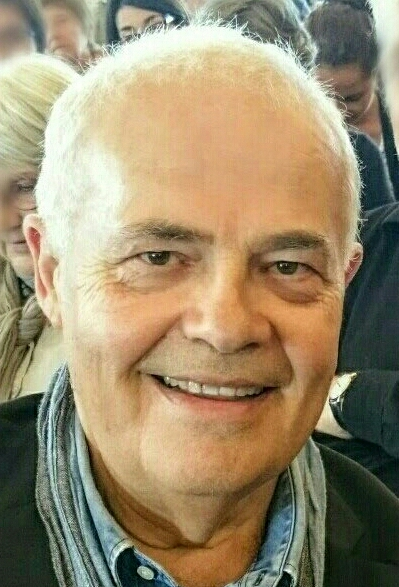
Claude Renoult, élu à Saint-Malo.
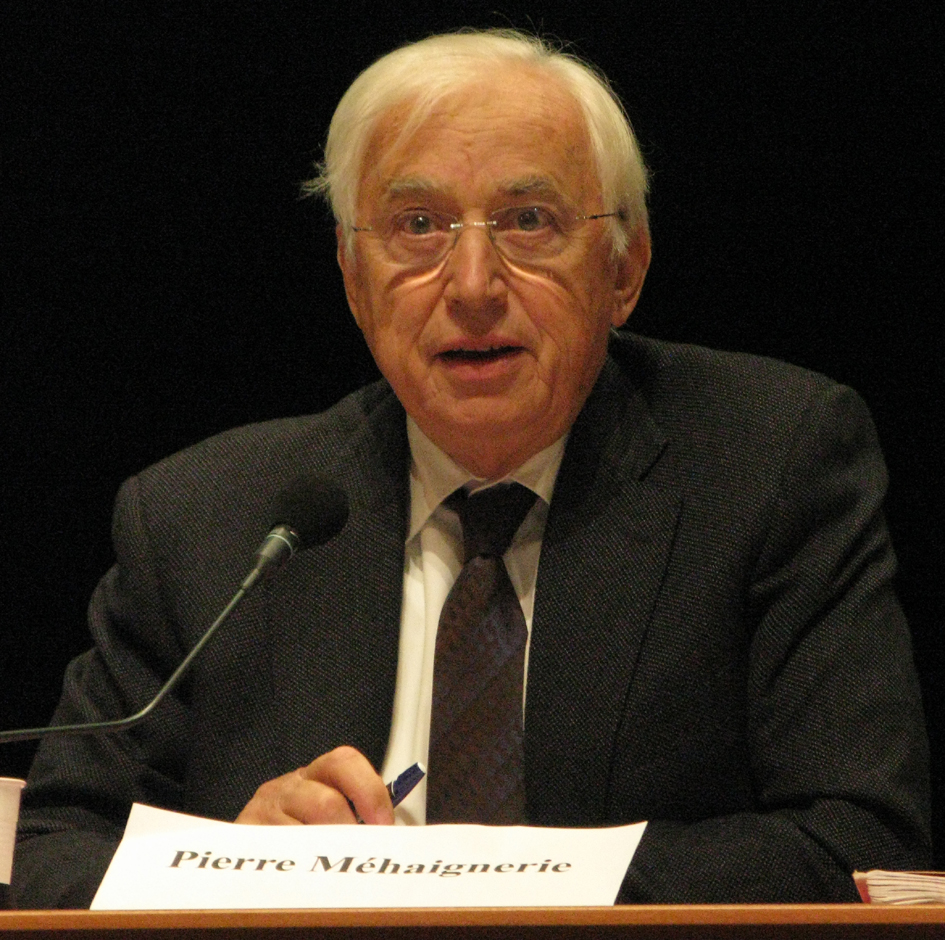
Pierre Méhaignerie, réélu à Vitré.
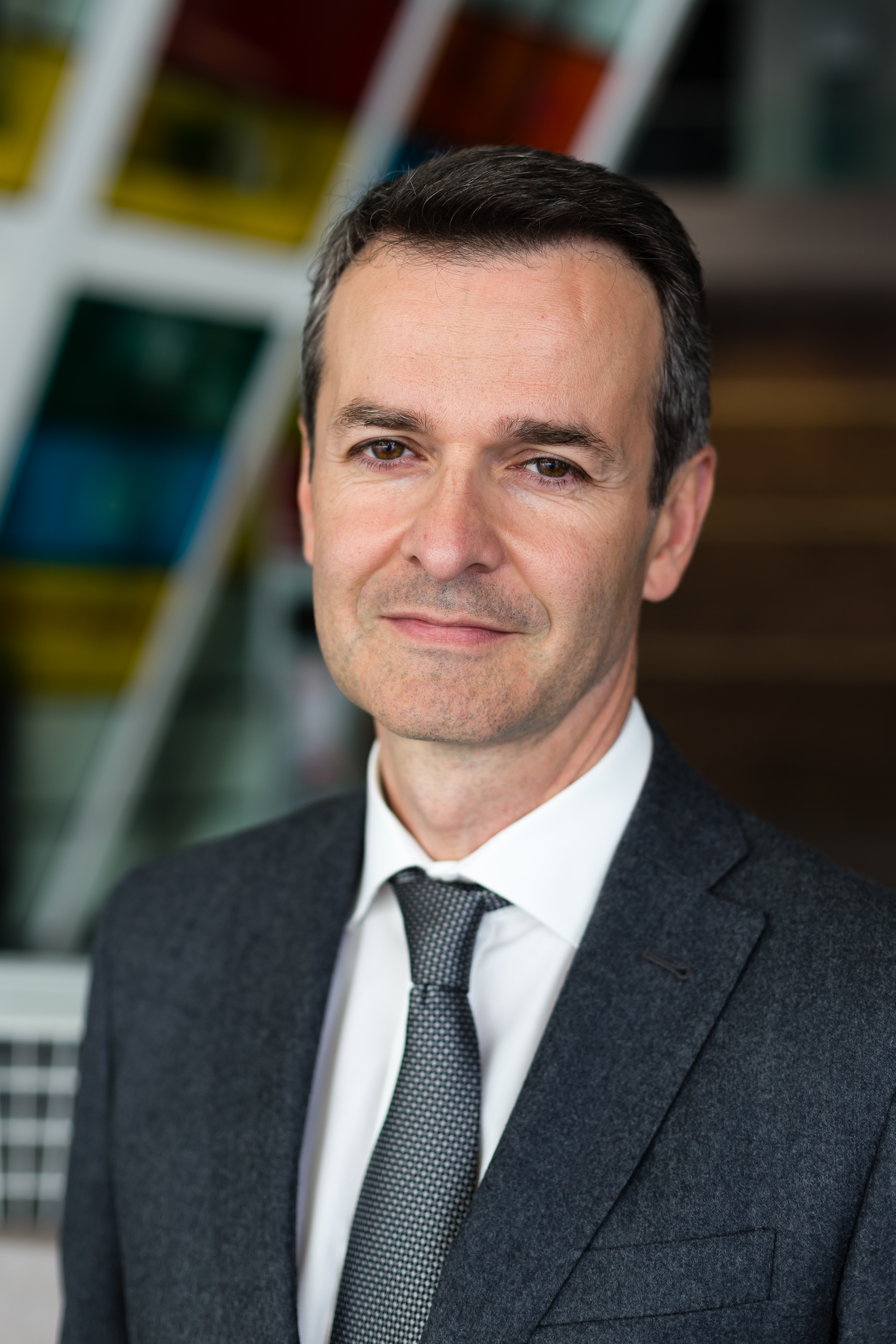
Emmanuel Couet, réélu à Saint-Jacques-de-la-Lande.
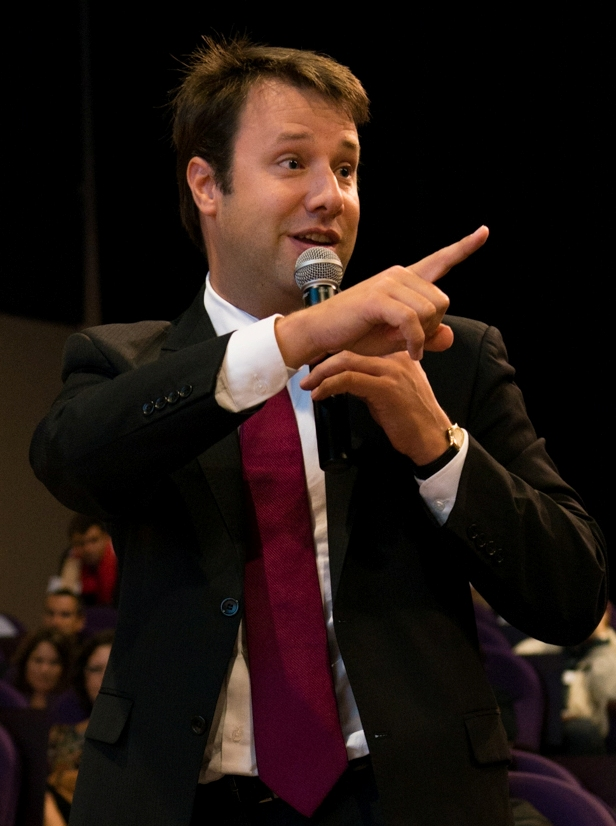
Loïg Chesnais-Girard, réélu à Liffré.
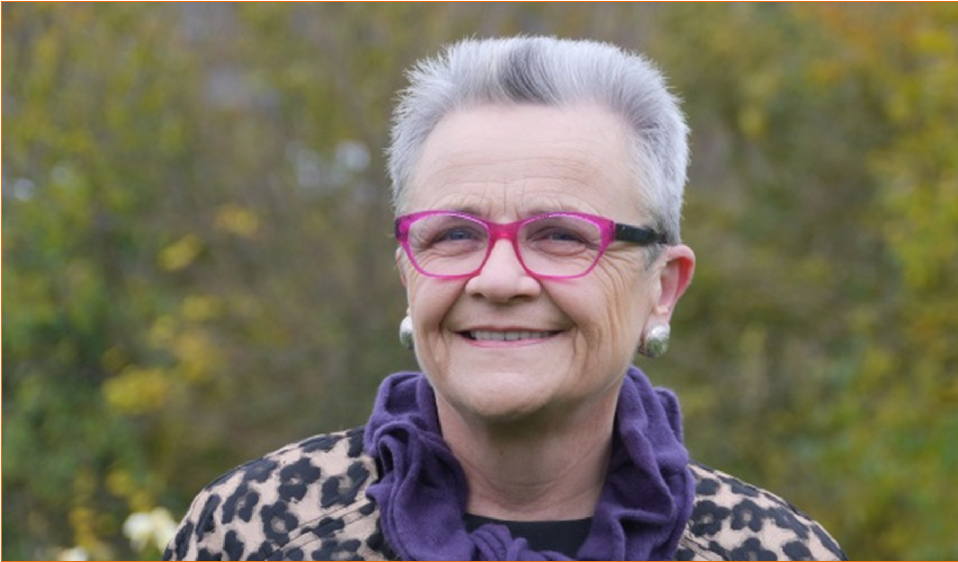
Françoise Gatel, réélue à Châteaugiron.

## Élections municipales de 2008
| Communes                   | Population | Maire sortant              | Parti | Parti | Maire élu                  | Parti | Parti |
| -------------------------- | ---------- | -------------------------- | ----- | ----- | -------------------------- | ----- | ----- |
| Acigné                     | 6 166      | Guy Jouhier                |       | PS    | Guy Jouhier                |       | PS    |
| Argentré-du-Plessis        | 4 212      | Émile Blandeau             |       | UMP   | Émile Blandeau             |       | UMP   |
| Bain-de-Bretagne           | 7 339      | Jean-Claude Vigour         |       | DVD   | Yves Thébaut               |       | MoDem |
| Bédée                      | 3 992      | Annie Davy                 |       | UMP   | Annie Davy                 |       | UMP   |
| Betton                     | 10 137     | Michel Gautier             |       | PS    | Michel Gautier             |       | PS    |
| Bréal-sous-Montfort        | 4 967      | Joseph Durand              |       | DVD   | Joseph Durand              |       | DVD   |
| Breteil                    | 3 503      | Joseph Le Lez              |       | DVG   | Joseph Le Lez              |       | DVG   |
| Bruz                       | 16 235     | Robert Barré               |       | DVD   | Philippe Caffin            |       | DVG   |
| Cancale                    | 5 324      | Maurice Jannin             |       | DVG   | Pierre-Yves Mahieu         |       | PCD   |
| Cesson-Sévigné             | 15 194     | Joseph Rozé                |       | DVD   | Michel Bihan               |       | PS    |
| Chantepie                  | 9 823      | Michel Loret               |       | PS    | Grégoire Le Blond          |       | MoDem |
| Chartres-de-Bretagne       | 7 260      | Philippe Bonnin            |       | PS    | Philippe Bonnin            |       | PS    |
| Châteaubourg               | 6 081      | Virginie Klès              |       | DVG   | Virginie Klès              |       | DVG   |
| Châteaugiron               | 6 545      | Françoise Gatel            |       | UMP   | Françoise Gatel            |       | UMP   |
| Chavagne                   | 3 889      | Loïc Blin                  |       | UMP   | André Crocq                |       | DVG   |
| Combourg                   | 5 637      | Joël Le Besco              |       | UMP   | Joël Le Besco              |       | UMP   |
| Dinard                     | 10 724     | Marius Mallet              |       | DVD   | Marius Mallet              |       | DVD   |
| Dol-de-Bretagne            | 5 045      | Michel Esneu               |       | UMP   | Denis Rapinel              |       | DVD   |
| Fougères                   | 19 820     | Louis Feuvrier             |       | DVG   | Louis Feuvrier             |       | DVG   |
| Gévezé                     | 3 945      | Paul Cordonnier            |       | DVD   | Jean-Claude Rouault        |       | DVD   |
| Goven                      | 4 034      | Marcel Petry               |       | DVG   | Philippe Gourronc          |       | DVG   |
| Guichen                    | 7 316      | Joël Sieller               |       | DVD   | Joël Sieller               |       | DVD   |
| Iffendic                   | 4 204      | Christophe Martins-Marques |       | PRG   | Christophe Martins-Marques |       | PRG   |
| Janzé                      | 8 142      | Paul Chaussée              |       | UMP   | Hubert Paris               |       | DVG   |
| L'Hermitage                | 3 725      | Christian Le Maout         |       | PS    | André Chouan               |       | DVG   |
| La Bouëxière               | 3 889      | Francis Havard             |       | DVD   | Stéphane Piquet            |       | DVG   |
| La Chapelle-des-Fougeretz  | 3 822      | Philippe Tourtelier        |       | PS    | Gisèle Apétoh              |       | PS    |
| La Guerche-de-Bretagne     | 4 253      | Pierre Després             |       | UMP   | Pierre Després             |       | UMP   |
| La Mézière                 | 4 268      | Gérard Bazin               |       | PS    | Gérard Bazin               |       | PS    |
| Laillé                     | 4 364      | Loic Chesnel               |       | DVG   | Pascal Hervé               |       | DVG   |
| Le Rheu                    | 7 956      | Jean-Luc Chenut            |       | PS    | Jean-Luc Chenut            |       | PS    |
| Liffré                     | 6 829      | Clément Théaudin           |       | PS    | Loïg Chesnais-Girard       |       | PS    |
| Louvigné-du-Désert         | 3 769      | Marie-Françoise Jacq       |       | UMP   | Jean-Pierre Oger           |       | DVD   |
| Melesse                    | 5 489      | Pierre Huckert             |       | DVD   | Pierre Huckert             |       | DVD   |
| Montauban-de-Bretagne      | 4 701      | Claude Bazin               |       | UMP   | Serge Jalu                 |       | PS    |
| Montfort-sur-Meu           | 6 458      | Victor Préauchat           |       | PS    | Delphine David             |       | UMP   |
| Mordelles                  | 7 180      | Bernard Poirier            |       | PS    | Bernard Poirier            |       | PS    |
| Noyal-Châtillon-sur-Seiche | 6 090      | Gilles de Bel Air          |       | DVD   | Sylvie Epaud               |       | PS    |
| Noyal-sur-Vilaine          | 5 188      | Françoise Clanchin         |       | DVD   | Jacques Audrain            |       | DVD   |
| Orgères                    | 3 905      | Daniel Dein                |       | DVG   | Daniel Dein                |       | DVG   |
| Pacé                       | 9 961      | Paul Kerdraon              |       | UMP   | Paul Kerdraon              |       | UMP   |
| Pleurtuit                  | 5 607      | Antoine Berry              |       | UMP   | Alain Launay               |       | PS    |
| Pont-Péan                  | 3 697      | André Gérard               |       | DVD   | Jean-Luc Gaudin            |       | PS    |
| Redon                      | 9 592      | Vincent Bourguet           |       | DVD   | Vincent Bourguet           |       | DVD   |
| Rennes                     | 206 604    | Edmond Hervé               |       | PS    | Daniel Delaveau            |       | PS    |
| Saint-Gilles               | 3 753      | Jean-Michel Busnel         |       | DVG   | Jean-Michel Busnel         |       | DVG   |
| Saint-Grégoire             | 9 031      | René David                 |       | DVD   | Pierre Breteau             |       | UMP   |
| Saint-Jacques-de-la-Lande  | 10 282     | Emmanuel Couet             |       | PS    | Emmanuel Couet             |       | PS    |
| Saint-Malo                 | 47 045     | René Couanau               |       | UMP   | René Couanau               |       | UMP   |
| Saint-Méen-le-Grand        | 4 336      | Bernard Josse              |       | UMP   | Michel Cottard             |       | UMP   |
| Thorigné-Fouillard         | 7 205      | Jean-Jacques Bernard       |       | PS    | Jean-Jacques Bernard       |       | PS    |
| Vern-sur-Seiche            | 8 063      | Jean-Claude Haigron        |       | PS    | Jean-Claude Haigron        |       | PS    |
| Vezin-le-Coquet            | 4 114      | Yolaine Le Cadre           |       | DVG   | Gérard Le Cam              |       | PS    |
| Vitré                      | 16 834     | Pierre Méhaignerie         |       | UMP   | Pierre Méhaignerie         |       | UMP   |

Ce scrutin est marqué par un recul important de la droite et pour la première fois, la gauche est majoritaire. Le PS remporte des victoires importantes à Cesson-Sévigné, Montauban-de-Bretagne, Noyal-Châtillon-sur-Seiche et Pleurtuit tandis que des divers gauche sont élus à Bruz, Chavagne, Janzé et La Bouëxière. Par contre, la gauche est défaite par le PCD à Cancale et par l'UMP à Montfort-sur-Meu. Enfin, le Parti radical de gauche conserve sa seule mairie à Iffendic. À contre courant, Chantepie élit le MoDem Grégoire Le Blond. Le parti centriste est par ailleurs victorieux à Bain-de-Bretagne. Quant à l'UMP, elle gagne Saint-Grégoire mais perd Dol-de-Bretagne et Louvigné-du-Désert au profit de candidats divers droite. Il est à noter cependant que dans ces trois communes, les maires sortants ne se représentaient pas.

## Élections municipales de 2001
| Commune                    | Population | Maire sortant         | Parti | Parti    | Maire élu            | Parti | Parti    |
| -------------------------- | ---------- | --------------------- | ----- | -------- | -------------------- | ----- | -------- |
| Acigné                     | 5 246      | Guy Jouhier           |       | PS       | Guy Jouhier          |       | PS       |
| Argentré-du-Plessis        | 3 614      | Émile Blandeau        |       | UDF      | Émile Blandeau       |       | UDF      |
| Bain-de-Bretagne           | 5 516      | Joseph Guilloux       |       | UDF      | Joseph Guilloux      |       | UDF      |
| Betton                     | 8 547      | Michel Gautier        |       | PS       | Michel Gautier       |       | PS       |
| Bréal-sous-Montfort        | 3 825      | Joseph Durand         |       | DVD      | Joseph Durand        |       | DVD      |
| Bruz                       | 13 207     | Robert Barré          |       | app. UDF | Robert Barré         |       | app. UDF |
| Cancale                    | 5 203      | Joseph Pichot         |       | DVD      | Maurice Jannin       |       | DVG      |
| Cesson-Sévigné             | 14 344     | Joseph Roze           |       | UDF      | Joseph Roze          |       | UDF      |
| Chantepie                  | 6 793      | Michel Loret          |       | PS       | Michel Loret         |       | PS       |
| Chartres-de-Bretagne       | 6 467      | Philippe Bonnin       |       | PS       | Philippe Bonnin      |       | PS       |
| Châteaubourg               | 4 877      | Jean-Charles Bougerie |       | UDF      | Virginie Klès        |       | app. PS  |
| Châteaugiron               | 5 500      | Pierre Le Treut       |       | UDF      | Françoise Gatel      |       | DVD      |
| Combourg                   | 4 850      | Marie-Thérèse Sauvée  |       | PS       | Joël Le Besco        |       | DVD      |
| Dinard                     | 10 430     | Marius Mallet         |       | DVD      | Marius Mallet        |       | DVD      |
| Dol-de-Bretagne            | 4 563      | Michel Esneu          |       | RPR      | Michel Esneu         |       | RPR      |
| Fougères                   | 21 779     | Jacques Faucheux      |       | PS       | Jacques Faucheux     |       | PS       |
| Guichen                    | 6 526      | Joël Sieller          |       | UDF      | Joël Sieller         |       | UDF      |
| Janzé                      | 5 364      | Paul Chaussée         |       | DVD      | Paul Chaussée        |       | DVD      |
| La Bouëxière               | 3 503      | Albert Hay            |       | DVD      | Francis Havard       |       | UDF      |
| La Guerche-de-Bretagne     | 4 095      | Patrick Lassourd      |       | RPR      | Patrick Lassourd     |       | RPR      |
| Laillé                     | 3 558      | Loïc Chesnel          |       | DVG      | Loïc Chesnel         |       | DVG      |
| Le Rheu                    | 5 733      | Gérard Pourchet       |       | UDF      | Jean-Luc Chenut      |       | PS       |
| Liffré                     | 6 454      | Clément Théaudin      |       | PS       | Clément Théaudin     |       | PS       |
| Louvigné-du-Désert         | 4 034      | Marie-Françoise Jacq  |       | UDF      | Marie-Françoise Jacq |       | UDF      |
| Melesse                    | 5 164      | Charles Ferré         |       | SE       | Pierre Huckert       |       | DVD      |
| Montauban-de-Bretagne      | 4 042      | Claude Bazin          |       | UDF      | Claude Bazin         |       | UDF      |
| Montfort-sur-Meu           | 5 412      | Jacques Pilorge       |       | DVD      | Victor Préauchat     |       | PS       |
| Mordelles                  | 5 901      | Bernard Poirier       |       | PS       | Bernard Poirier      |       | PS       |
| Noyal-Châtillon-sur-Seiche | 5 635      | Franck Trouilloud     |       | DVG      | Gilles de Bel Air    |       | DVD      |
| Noyal-sur-Vilaine          | 4 698      | Françoise Clanchin    |       | UDF      | Françoise Clanchin   |       | UDF      |
| Pacé                       | 7 885      | Philippe Rouault      |       | UDF      | Philippe Rouault     |       | UDF      |
| Pleurtuit                  | 4 547      | Charles Thépaut       |       | RPR      | Antoine Berry        |       | DVD      |
| Redon                      | 9 499      | Alain Madelin         |       | DL       | Jean-Michel Bollé    |       | DVD      |
| Rennes                     | 206 229    | Edmond Hervé          |       | PS       | Edmond Hervé         |       | PS       |
| Saint-Grégoire             | 7 644      | René David            |       | DVD      | René David           |       | DVD      |
| Saint-Jacques-de-la-Lande  | 7 582      | Daniel Delaveau       |       | PS       | Daniel Delaveau      |       | PS       |
| Saint-Malo                 | 50 675     | René Couanau          |       | UDF      | René Couanau         |       | UDF      |
| Saint-Méen-le-Grand        | 3 566      | Bernard Josse         |       | DVD      | Bernard Josse        |       | DVD      |
| Thorigné-Fouillard         | 6 625      | Maurice Lelièvre      |       | PS       | Jean-Jacques Bernard |       | PS       |
| Vern-sur-Seiche            | 7 454      | Jean-Claude Haigron   |       | PS       | Jean-Claude Haigron  |       | PS       |
| Vezin-le-Coquet            | 4 026      | Robert Rahn           |       | SE       | Yolaine Le Cadre     |       | DVG      |
| Vitré                      | 15 313     | Pierre Méhaignerie    |       | UDF      | Pierre Méhaignerie   |       | UDF      |

En progression constante depuis 1977, la gauche conserve la plupart de ses positions dans l'agglomération rennaise : si elle perd Noyal-Châtillon-sur-Seiche, elle gagne en revanche Le Rheu et Vezin-le-Coquet. Dans le reste du département, elle enlève les villes de Cancale, Châteaubourg et Montfort-sur-Meu mais perd Combourg qui fait à nouveau le choix de l'alternance. Seule commune détenue par Démocratie libérale, Redon (dont le maire, Alain Madelin, est le président du parti) élit un divers droite, soutenu par le sortant qui ne se représentait pas. La droite reste malgré tout majoritaire avec les réélections dès le premier tour des sénateurs Michel Esneu à Dol et Patrick Lassourd à La Guerche et des députés René Couanau à Saint-Malo et Pierre Méhaignerie à Vitré.

## Élections municipales de 1995
| Commune                    | Population | Maire sortant        | Parti | Parti   | Maire élu             | Parti | Parti |
| -------------------------- | ---------- | -------------------- | ----- | ------- | --------------------- | ----- | ----- |
| Acigné                     | 4 361      | Guy Jouhier          |       | PS      | Guy Jouhier           |       | PS    |
| Bain-de-Bretagne           | 5 257      | Joseph Guilloux      |       | UDF     | Joseph Guilloux       |       | UDF   |
| Betton                     | 7 013      | Jean-Claude Heslot   |       | DVD     | Michel Gautier        |       | PS    |
| Bruz                       | 8 114      | Robert Barré         |       | UDF     | Robert Barré          |       | UDF   |
| Cancale                    | 4 910      | Joseph Pichot        |       | DVD     | Joseph Pichot         |       | DVD   |
| Cesson-Sévigné             | 12 708     | Roger Belliard       |       | DVD     | Roger Belliard        |       | DVD   |
| Chantepie                  | 5 898      | Jean-Louis Butault   |       | DVG     | Michel Loret          |       | PS    |
| Chartres-de-Bretagne       | 5 543      | Antoine Chatel       |       | DVD     | Philippe Bonnin       |       | PS    |
| Châteaubourg               | 4 056      | Paul Lemoine         |       | DVD     | Jean-Charles Bougerie |       | UDF   |
| Châteaugiron               | 4 166      | Pierre Le Treut      |       | UDF     | Pierre Le Treut       |       | UDF   |
| Combourg                   | 4 843      | André Belliard       |       | RPR     | Marie-Thérèse Sauvée  |       | PS    |
| Dinard                     | 9 918      | Marius Mallet        |       | UDF     | Marius Mallet         |       | UDF   |
| Dol-de-Bretagne            | 4 629      | Michel Esneu         |       | RPR     | Michel Esneu          |       | RPR   |
| Fougères                   | 22 239     | Jacques Faucheux     |       | PS      | Jacques Faucheux      |       | PS    |
| Guichen                    | 5 891      | Joël Sieller         |       | UDF     | Joël Sieller          |       | UDF   |
| Janzé                      | 4 500      | Jean Régent          |       | SE      | Paul Chaussée         |       | DVD   |
| La Guerche-de-Bretagne     | 4 123      | Patrick Lassourd     |       | RPR     | Patrick Lassourd      |       | RPR   |
| Le Rheu                    | 5 027      | Jean Auvergne        |       | Radical | Gérard Pourchet       |       | UDF   |
| Liffré                     | 5 659      | Clément Théaudin     |       | PS      | Clément Théaudin      |       | PS    |
| Louvigné-du-Désert         | 4 260      | Marie-Françoise Jacq |       | UDF     | Marie-Françoise Jacq  |       | UDF   |
| Melesse                    | 4 675      | André Macé           |       | SE      | Charles Ferré         |       | DVD   |
| Montauban-de-Bretagne      | 3 883      | Yves Delahaie        |       | DVD     | Yves Delahaie         |       | DVD   |
| Montfort-sur-Meu           | 4 675      | Jacques Pilorge      |       | DVD     | Jacques Pilorge       |       | DVD   |
| Mordelles                  | 5 362      | Guy Aufrère          |       | DVD     | Bernard Poirier       |       | PS    |
| Noyal-Châtillon-sur-Seiche | 4 313      | Jean-Jacques Heuzé   |       | DVG     | Franck Trouilloud     |       | DVG   |
| Noyal-sur-Vilaine          | 4 089      | Michel Loisel        |       | DVD     | Françoise Clanchin    |       | UDF   |
| Pacé                       | 5 556      | Frédéric Vénien      |       | PS      | Philippe Rouault      |       | UDF   |
| Pleurtuit                  | 4 428      | Charles Thépaut      |       | RPR     | Charles Thépaut       |       | RPR   |
| Redon                      | 9 260      | Pierre Bourges       |       | PS      | Alain Madelin         |       | UDF   |
| Rennes                     | 197 536    | Edmond Hervé         |       | PS      | Edmond Hervé          |       | PS    |
| Saint-Grégoire             | 5 809      | Paul Ruaudel         |       | DVD     | Paul Ruaudel          |       | DVD   |
| Saint-Jacques-de-la-Lande  | 6 189      | Daniel Delaveau      |       | PS      | Daniel Delaveau       |       | PS    |
| Saint-Malo                 | 48 057     | René Couanau         |       | UDF     | René Couanau          |       | UDF   |
| Saint-Méen-le-Grand        | 3 729      | Jean Guégau          |       | DVD     | Bernard Josse         |       | DVD   |
| Thorigné-Fouillard         | 5 257      | Maurice Lelièvre     |       | PS      | Maurice Lelièvre      |       | PS    |
| Vern-sur-Seiche            | 5 602      | Eugène Douard        |       | DVG     | Jean-Claude Haigron   |       | PS    |
| Vitré                      | 14 486     | Pierre Méhaignerie   |       | UDF     | Pierre Méhaignerie    |       | UDF   |

On assiste à l'issue de ce scrutin à une polarisation entre l'Union pour la démocratie française au centre droit et le Parti socialiste à gauche. Dans l'agglomération rennaise, le PS conserve ses positions à Acigné, Rennes, Saint-Jacques-de-la-Lande et Thorigné-Fouillard et enlève Betton, Chartres-de-Bretagne et Mordelles à la droite. Cependant, les socialistes perdent Pacé et les radicaux de gauche sont défaits au Rheu. Ailleurs dans le département, si la gauche parvient à gagner Combourg (qui élit pour la première fois une femme), le ministre des entreprises et du développement économique Alain Madelin fait basculer Redon du côté de l'UDF-PR. La progression de l'UDF se fait au détriment des divers droite : le parti centriste remporte ainsi Châteaubourg et Noyal-sur-Vilaine.

## Élections municipales de 1989
| Commune                   | Population | Maire sortant      | Parti | Parti  | Maire élu            | Parti | Parti |
| ------------------------- | ---------- | ------------------ | ----- | ------ | -------------------- | ----- | ----- |
| Acigné                    | 3 554      | Michel Simonneaux  |       | SE     | Guy Jouhier          |       | PS    |
| Bain-de-Bretagne          | 5 241      | Joseph Guilloux    |       | UDF    | Joseph Guilloux      |       | UDF   |
| Betton                    | 5 907      | Jean-Claude Heslot |       | DVD    | Jean-Claude Heslot   |       | DVD   |
| Bruz                      | 7 856      | Alphonse Legault   |       | DVD    | Robert Barré         |       | CDS   |
| Cancale                   | 4 638      | Jean Raquidel      |       | DVD    | Joseph Pichot        |       | DVD   |
| Cesson-Sévigné            | 10 451     | Roger Belliard     |       | DVD    | Roger Belliard       |       | DVD   |
| Chantepie                 | 3 677      | André Bonnin       |       | PS     | André Bonnin         |       | PS    |
| Chartres-de-Bretagne      | 4 869      | Antoine Chatel     |       | DVD    | Antoine Chatel       |       | DVD   |
| Châteaubourg              | 3 526      | André David        |       | DVD    | Paul Lemoine         |       | DVD   |
| Combourg                  | 4 733      | André Belliard     |       | RPR    | André Belliard       |       | RPR   |
| Dinard                    | 9 590      | Yvon Bourges       |       | RPR    | Marius Mallet        |       | PR    |
| Dol-de-Bretagne           | 4 660      | Michel Esneu       |       | RPR    | Michel Esneu         |       | RPR   |
| Fougères                  | 24 362     | Jacques Faucheux   |       | PS     | Jacques Faucheux     |       | PS    |
| Guichen                   | 5 311      | Joël Sieller       |       | UDF    | Joël Sieller         |       | UDF   |
| Janzé                     | 4 327      | Jean Régent        |       | SE     | Jean Régent          |       | SE    |
| La Guerche-de-Bretagne    | 4 055      | Emmanuel Pontais   |       | CDS    | Patrick Lassourd     |       | RPR   |
| Le Rheu                   | 4 276      | Jean Auvergne      |       | MRG    | Jean Auvergne        |       | MRG   |
| Liffré                    | 4 205      | Clément Théaudin   |       | PS     | Clément Théaudin     |       | PS    |
| Louvigné-du-Désert        | 4 445      | Jean Amis          |       | RPR    | Marie-Françoise Jacq |       | UDF   |
| Melesse                   | 4 231      | Charles Ferré      |       | SE     | André Macé           |       | SE    |
| Montauban-de-Bretagne     | 3 759      | Yves Delahaie      |       | DVD    | Yves Delahaie        |       | DVD   |
| Montfort-sur-Meu          | 4 301      | Jacques Pilorge    |       | CDS    | Jacques Pilorge      |       | CDS   |
| Mordelles                 | 5 149      | Guy David          |       | SE     | Guy Aufrère          |       | CDS   |
| Noyal-sur-Vilaine         | 3 841      | Michel Loisel      |       | DVD    | Michel Loisel        |       | DVD   |
| Pacé                      | 4 954      | René Lopinet       |       | Centr. | Frédéric Venien      |       | PS    |
| Pleurtuit                 | 4 165      | Joseph Launay      |       | PS     | Charles Thépaut      |       | RPR   |
| Redon                     | 9 170      | Pierre Bourges     |       | PS     | Pierre Bourges       |       | PS    |
| Rennes                    | 194 656    | Edmond Hervé       |       | PS     | Edmond Hervé         |       | PS    |
| Saint-Grégoire            | 3 854      | Paul Ruaudel       |       | DVD    | Paul Ruaudel         |       | DVD   |
| Saint-Jacques-de-la-Lande | 6 324      | Georges Cano       |       | PS     | Daniel Delaveau      |       | PS    |
| Saint-Malo                | 46 347     | Marcel Planchet    |       | DVD    | René Couanau         |       | CDS   |
| Saint-Méen-le-Grand       | 3 742      | Jean Guégau        |       | DVD    | Jean Guégau          |       | DVD   |
| Thorigné-Fouillard        | 3 591      | Claude Raulet      |       | SE     | Maurice Lelièvre     |       | PS    |
| Vitré                     | 13 042     | Pierre Méhaignerie |       | CDS    | Pierre Méhaignerie   |       | CDS   |

Ces élections sont marquées par un recul de la droite et a contrario, par une progression de la gauche et du centre. Le Rassemblement pour la République conserve quatre mairies, mais si elle prend Pleurtuit à un divers gauche et La Guerche-de-Bretagne au CDS Emmanuel Pontais, elle perd Louvigné-du-Désert et surtout Dinard. Les socialistes réélisent tous leurs sortants et progressent dans le district urbain de l'agglomération rennaise : le PS remporte ainsi les villes d'Acigné, Pacé et Thorigné-Fouillard. Quant aux centristes, ils gagnent notamment Bruz, Mordelles et Saint-Malo.

## Élections municipales de 1983
| Commune                   | Population | Maire sortant            | Parti | Parti  | Maire élu          | Parti | Parti  |
| ------------------------- | ---------- | ------------------------ | ----- | ------ | ------------------ | ----- | ------ |
| Acigné                    | 3 554      | Michel Simonneaux        |       | SE     | Michel Simonneaux  |       | SE     |
| Bain-de-Bretagne          | 5 241      | Henri Duckaert           |       | Centr. | Joseph Guilloux    |       | UDF    |
| Betton                    | 5 907      | Jean-François Tourtelier |       | SE     | Jean-Claude Heslot |       | DVD    |
| Bruz                      | 7 856      | Alphonse Legault         |       | DVD    | Alphonse Legault   |       | DVD    |
| Cancale                   | 4 638      | Jean Raquidel            |       | DVD    | Jean Raquidel      |       | DVD    |
| Cesson-Sévigné            | 10 451     | Roger Belliard           |       | DVD    | Roger Belliard     |       | DVD    |
| Chantepie                 | 3 677      | André Bonnin             |       | PS     | André Bonnin       |       | PS     |
| Chartres-de-Bretagne      | 4 869      | Antoine Chatel           |       | DVD    | Antoine Chatel     |       | DVD    |
| Châteaubourg              | 3 526      | Paul Lemoine             |       | DVD    | André David        |       | DVD    |
| Combourg                  | 4 733      | Joseph Hubert            |       | DVG    | André Belliard     |       | RPR    |
| Dinard                    | 9 590      | Yvon Bourges             |       | RPR    | Yvon Bourges       |       | RPR    |
| Dol-de-Bretagne           | 4 660      | Jean Hamelin             |       | RPR    | Jean Hamelin       |       | RPR    |
| Fougères                  | 24 362     | Michel Cointat           |       | RPR    | Jacques Faucheux   |       | PS     |
| Guichen                   | 5 311      | Charles Gautier          |       | DVD    | Joël Sieller       |       | UDF    |
| Janzé                     | 4 327      | Jean Régent              |       | SE     | Jean Régent        |       | SE     |
| La Guerche-de-Bretagne    | 4 055      | Emmanuel Pontais         |       | CDS    | Emmanuel Pontais   |       | CDS    |
| Le Rheu                   | 4 276      | Jean Auvergne            |       | MRG    | Jean Auvergne      |       | MRG    |
| Liffré                    | 4 205      | Louis Lorant             |       | DVD    | Clément Théaudin   |       | PS     |
| Louvigné-du-Désert        | 4 445      | Yves Derieux             |       | RPR    | Yves Derieux       |       | RPR    |
| Melesse                   | 4 231      | Charles Ferré            |       | SE     | Charles Ferré      |       | SE     |
| Montauban-de-Bretagne     | 3 759      | Yves Delahaie            |       | DVD    | Yves Delahaie      |       | DVD    |
| Montfort-sur-Meu          | 4 301      | Jacques Pilorge          |       | DVD    | Jacques Pilorge    |       | DVD    |
| Mordelles                 | 5 149      | Guy David                |       | SE     | Guy David          |       | SE     |
| Noyal-sur-Vilaine         | 3 841      | Michel Loisel            |       | DVD    | Michel Loisel      |       | DVD    |
| Pacé                      | 4 954      | René Perron              |       | SE     | René Lopinet       |       | Centr. |
| Pleurtuit                 | 4 165      | Joseph Launay            |       | PS     | Joseph Launay      |       | PS     |
| Redon                     | 9 170      | Jean Tiger               |       | UDF    | Pierre Bourges     |       | PS     |
| Rennes                    | 194 656    | Edmond Hervé             |       | PS     | Edmond Hervé       |       | PS     |
| Saint-Grégoire            | 3 854      | Paul Ruaudel             |       | DVD    | Paul Ruaudel       |       | DVD    |
| Saint-Jacques-de-la-Lande | 6 324      | Georges Cano             |       | PS     | Georges Cano       |       | PS     |
| Saint-Malo                | 46 347     | Louis Chopier            |       | PS     | Marcel Planchet    |       | DVD    |
| Saint-Méen-le-Grand       | 3 742      | Jean Guégau              |       | DVD    | Jean Guégau        |       | DVD    |
| Vitré                     | 13 042     | Pierre Méhaignerie       |       | CDS    | Pierre Méhaignerie |       | CDS    |

Ce scrutin est marqué par une relative stabilité politique. Si la gauche socialiste remporte deux nouvelles mairies et est réélue à Rennes, elle est défaite dans la cité corsaire par Marcel Planchet, qui avait été battu en 1977. Elle se console avec les victoires de Jacques Faucheux à Fougères, de Pierre Bourges à Redon et de Clément Théaudin à Liffré. Les radicaux de gauche conservent Le Rheu mais perdent Betton au profit d'un divers droite. La droite et le centre dominent toujours largement : le centriste René Lopinet est élu à Pacé et le RPR André Belliard reprend son siège de maire à Combourg.

## Élections municipales de 1977
| Commune                   | Population | Maire sortant            | Parti | Parti  | Maire élu                | Parti | Parti  |
| ------------------------- | ---------- | ------------------------ | ----- | ------ | ------------------------ | ----- | ------ |
| Bain-de-Bretagne          | 4 970      | Henri Duckaert           |       | Centr. | Henri Duckaert           |       | Centr. |
| Betton                    | 4 870      | Jean-François Tourtelier |       | SE     | Jean-François Tourtelier |       | SE     |
| Bruz                      | 7 281      | Alphonse Legault         |       | DVD    | Alphonse Legault         |       | DVD    |
| Cancale                   | 4 780      | Olivier Biard            |       | RPR    | Noël Lecossois           |       | SE     |
| Cesson-Sévigné            | 6 424      | Roger Belliard           |       | DVD    | Roger Belliard           |       | DVD    |
| Combourg                  | 4 647      | André Belliard           |       | RPR    | Joseph Hubert            |       | DVG    |
| Dinard                    | 9 234      | Yvon Bourges             |       | RPR    | Yvon Bourges             |       | RPR    |
| Dol-de-Bretagne           | 4 624      | Jean Hamelin             |       | RPR    | Jean Hamelin             |       | RPR    |
| Fougères                  | 26 610     | Michel Cointat           |       | RPR    | Michel Cointat           |       | RPR    |
| Guichen                   | 4 431      | Charles Gautier          |       | DVD    | Charles Gautier          |       | DVD    |
| Janzé                     | 4 248      | Jean-Marie Lacire        |       | DVD    | Jean Régent              |       | SE     |
| La Guerche-de-Bretagne    | 3 742      | Henri Lassourd           |       | DVD    | Emmanuel Pontais         |       | DVD    |
| Le Rheu                   | 3 869      | Jean Auvergne            |       | MRG    | Jean Auvergne            |       | MRG    |
| Liffré                    | 4 040      | Louis Lorant             |       | DVD    | Louis Lorant             |       | DVD    |
| Louvigné-du-Désert        | 4 298      | Yves Derieux             |       | RPR    | Yves Derieux             |       | RPR    |
| Mordelles                 | 3 869      | Émile Jeantil            |       | SE     | Guy David                |       | SE     |
| Pacé                      | 3 687      | René Léon                |       | SE     | René Perron              |       | SE     |
| Pleurtuit                 | 3 764      | Jean Boyer               |       | SE     | Joseph Launay            |       | PS     |
| Redon                     | 9 649      | Jean Tiger               |       | RI     | Jean Tiger               |       | RI     |
| Rennes                    | 198 305    | Henri Fréville           |       | CDS    | Edmond Hervé             |       | PS     |
| Saint-Jacques-de-la-Lande | 6 881      | Georges Cano             |       | PS     | Georges Cano             |       | PS     |
| Saint-Malo                | 45 030     | Marcel Planchet          |       | CDS    | Louis Chopier            |       | PS     |
| Vitré                     | 12 318     | René Crinon              |       | RPR    | Pierre Méhaignerie       |       | CDS    |

Ce scrutin est marqué par une progression relativement importante de la gauche. Non seulement, le socialiste Georges Cano est réélu à Saint-Jacques-de-la-Lande mais en plus, le PS gagne Rennes et Saint-Malo, les deux plus grandes villes du département. Par ailleurs, la gauche reprend Combourg avec la victoire de Joseph Hubert, battu six ans plus tôt, et remporte Pleurtuit. La droite et le centre restent cependant largement majoritaire avec les réélections de Michel Cointat à Fougères, Jean Tiger à Redon et de Yvon Bourges à Dinard ainsi que la victoire de Pierre Méhaignerie à Vitré.

## Élections municipales de 1971
| Commune                   | Population | Maire sortant                  | Parti | Parti | Maire élu         | Parti | Parti  |
| ------------------------- | ---------- | ------------------------------ | ----- | ----- | ----------------- | ----- | ------ |
| Bain-de-Bretagne          | 4 468      | René Marcillé                  |       | SE    | Henri Duckaert    |       | Centr. |
| Bruz                      | 5 969      | Alphonse Legault               |       | DVD   | Alphonse Legault  |       | DVD    |
| Cancale                   | 5 019      | Olivier Biard                  |       | UDR   | Olivier Biard     |       | UDR    |
| Cesson-Sévigné            | 3 658      | Germain Le Gonidec de Kerhalic |       | SE    | Roger Belliard    |       | DVD    |
| Combourg                  | 4 457      | Joseph Hubert                  |       | CG    | André Belliard    |       | UDR    |
| Dinard                    | 9 052      | André Masson                   |       | DVD   | Yvon Bourges      |       | UDR    |
| Dol-de-Bretagne           | 4 497      | Yves Estève                    |       | UDR   | Jean Hamelin      |       | UDR    |
| Fougères                  | 26 045     | Jean Madelain                  |       | CD    | Michel Cointat    |       | UDR    |
| Janzé                     | 4 158      | Jean-Marie Lacire              |       | UDR   | Jean-Marie Lacire |       | UDR    |
| Louvigné-du-Désert        | 3 983      | René de Montigny               |       | CD    | René de Montigny  |       | CD     |
| Pleurtuit                 | 3 776      | Jean Boyer                     |       | SE    | Jean Boyer        |       | SE     |
| Redon                     | 9 363      | Jean-Baptiste Lelièvre         |       | CD    | Jean Tiger        |       | RI     |
| Rennes                    | 180 943    | Henri Fréville                 |       | CDP   | Henri Fréville    |       | CDP    |
| Saint-Jacques-de-la-Lande | 6 587      | René Vilboux                   |       | SE    | Georges Cano      |       | PS     |
| Saint-Malo                | 42 297     | Marcel Planchet                |       | CD    | Marcel Planchet   |       | CD     |
| Vitré                     | 11 343     | René Crinon                    |       | UDR   | René Crinon       |       | UDR    |

À l'issue du scrutin, la droite et le centre confirment leur domination. Avec sept maires, l'Union des démocrates pour la République est ainsi le parti politique le plus représenté dans le département. Quant à la gauche, si elle remporte Saint-Jacques-de-la-Lande, elle perd Combourg au profit d'un candidat gaulliste. Enfin, si Bain-de-Bretagne voit l'élection d'un centriste, ces derniers perdent Fougères.

## Élections municipales de 1965
| Commune                   | Population, | Maire sortant     | Parti | Parti    | Maire élu         | Parti | Parti    |
| ------------------------- | ----------- | ----------------- | ----- | -------- | ----------------- | ----- | -------- |
| Bain-de-Bretagne          | 3 936       | Jules Pouilloux   |       | SE       | René Marcillé     |       | SE       |
| Bruz                      | 4 213       | Alphonse Legault  |       | DVD      | Alphonse Legault  |       | DVD      |
| Cancale                   | 5 236       | Émile Lecerf      |       | MRP      | Olivier Biard     |       | UNR      |
| Combourg                  | 4 339       | Abel Bourgeois    |       | Rad.soc. | Abel Bourgeois    |       | Rad.soc. |
| Dinard                    | 9 270       | Yvon Bourges      |       | UNR      | Yvon Bourges      |       | UNR      |
| Dol-de-Bretagne           | 4 511       | Yves Estève       |       | UNR      | Yves Estève       |       | UNR      |
| Fougères                  | 24 279      | Hippolyte Réhault |       | MRP      | Jean Madelain     |       | MRP      |
| Janzé                     | 3 948       | Jean-Marie Lacire |       | CNIP     | Jean-Marie Lacire |       | CNIP     |
| Louvigné-du-Désert        | 3 880       | René de Montigny  |       | MRP      | René de Montigny  |       | MRP      |
| Paramé                    | 8 811       | Georges Coudray   |       | MRP      | Georges Coudray   |       | MRP      |
| Pleurtuit                 | 3 608       | Jean Boyer        |       | SE       | Jean Boyer        |       | SE       |
| Redon                     | 8 876       | Émile Le Brigant  |       | CNIP     | Joseph Ricordel   |       | MRP      |
| Rennes                    | 151 948     | Henri Fréville    |       | MRP      | Henri Fréville    |       | MRP      |
| Saint-Jacques-de-la-Lande | 4 637       | René Vilboux      |       | SE       | René Vilboux      |       | SE       |
| Saint-Malo                | 17 137      | Guy La Chambre    |       | CNIP     | Maurice Callame   |       | DVD      |
| Saint-Servan-sur-Mer      | 14 963      | Lucien Huet       |       | UNR      | Marcel Planchet   |       | Centr.   |
| Vitré                     | 10 380      | Louis Giroux      |       | DVD      | Louis Giroux      |       | DVD      |

Si les démocrates-chrétiens et les gaullistes confirment leur domination dans le département, il faut noter des changements de majorité à Cancale, Redon, Saint-Malo et	Saint-Servan-sur-Mer. À Pleurtuit et Saint-Jacques-de-la-Lande, les sortants sans étiquette sont réélus tandis qu'à Bain-de-Bretagne, René Marcillé succède à Jules Pouilloux. Enfin, le maire radical-socialiste de Combourg, Abel Bourgeois, est reconduit dans ses fonctions pour la quatrième fois.

## Élections municipales de 1959
| Commune              | Population | Maire sortant     | Parti | Parti    | Maire élu         | Parti | Parti    |
| -------------------- | ---------- | ----------------- | ----- | -------- | ----------------- | ----- | -------- |
| Bain-de-Bretagne     | 3 901      | Jules Pouilloux   |       | SE       | Jules Pouilloux   |       | SE       |
| Bruz                 | 3 814      | Joseph Jan        |       | SE       | Joseph Jan        |       | SE       |
| Cancale              | 5 463      | Émile Lecerf      |       | MRP      | Émile Lecerf      |       | MRP      |
| Combourg             | 4 451      | Abel Bourgeois    |       | Rad.soc. | Abel Bourgeois    |       | Rad.soc. |
| Dinard               | 8 540      | Yves Verney       |       | SE       | Yves Verney       |       | SE       |
| Dol-de-Bretagne      | 4 773      | François Roptin   |       | SE       | Yves Estève       |       | UNR      |
| Fougères             | 23 151     | Hippolyte Réhault |       | MRP      | Hippolyte Réhault |       | MRP      |
| Guichen              | 3 937      | Charles Gautier   |       | DVD      | Charles Gautier   |       | DVD      |
| Janzé                | 4 222      | Jean-Marie Lacire |       | CNIP     | Jean-Marie Lacire |       | CNIP     |
| Louvigné-du-Désert   | 4 016      | René de Montigny  |       | MRP      | René de Montigny  |       | MRP      |
| Paramé               | 8 515      | Georges Coudray   |       | MRP      | Georges Coudray   |       | MRP      |
| Pleurtuit            | 3 574      | Jean Boyer        |       | SE       | Jean Boyer        |       | SE       |
| Redon                | 7 869      | Émile Le Brigant  |       | CNIP     | Émile Le Brigant  |       | CNIP     |
| Rennes               | 124 122    | Henri Fréville    |       | MRP      | Henri Fréville    |       | MRP      |
| Saint-Malo           | 14 339     | Guy La Chambre    |       | CNIP     | Guy La Chambre    |       | CNIP     |
| Saint-Servan-sur-Mer | 13 763     | Yves Menguy       |       | CNIP     | Lucien Huet       |       | UNR      |
| Vitré                | 9 611      | Marcel Rupied     |       | CNIP     | Louis Giroux      |       | DVD      |

Ce scrutin est marqué par une grande stabilité. Si la droite et le centre confirment leur domination, on assiste à certains changements : les gaullistes de l'UNR remportent ainsi deux communes (Dol et Saint-Servan) tandis que les indépendants du CNIP voient leur représentation reculer. Par ailleurs, tous les sortants sont réélus, sauf à Dol, Saint-Servan et Vitré, où Yves Estève, Lucien Huet et Louis Giroux deviennent respectivement maire. Il est à noter que les sortants n'étaient pas candidat à leur réélection dans les deux premières communes citées.

## Élections municipales de 1953
| Commune              | Population | Maire sortant     | Parti | Parti    | Maire élu         | Parti | Parti    |
| -------------------- | ---------- | ----------------- | ----- | -------- | ----------------- | ----- | -------- |
| Bain-de-Bretagne     | 4 040      | Jules Pouilloux   |       | SE       | Jules Pouilloux   |       | SE       |
| Cancale              | 5 569      | Émile Lecerf      |       | MRP      | Émile Lecerf      |       | MRP      |
| Combourg             | 4 390      | Abel Bourgeois    |       | Rad.soc. | Abel Bourgeois    |       | Rad.soc. |
| Dinard               | 8 428      | Louis Léouffre    |       | MRP      | Yves Verney       |       | SE       |
| Dol-de-Bretagne      | 4 861      | François Roptin   |       | SE       | François Roptin   |       | SE       |
| Fougères             | 19 281     | Hippolyte Réhault |       | MRP      | Hippolyte Réhault |       | MRP      |
| Guichen              | 4 048      | Georges Le Cornec |       | Prog.    | Georges Le Cornec |       | Prog.    |
| Janzé                | 4 281      | Jean-Marie Lacire |       | CNIP     | Jean-Marie Lacire |       | CNIP     |
| Louvigné-du-Désert   | 3 942      | René de Montigny  |       | MRP      | René de Montigny  |       | MRP      |
| Paramé               | 9 060      | Jean Legatellois  |       | MRP      | Jean Legatellois  |       | MRP      |
| Redon                | 7 401      | Émile Le Brigant  |       | DVD      | Émile Le Brigant  |       | DVD      |
| Rennes               | 113 781    | Yves Milon        |       | RPF      | Henri Fréville    |       | MRP      |
| Saint-Malo           | 11 311     | Guy La Chambre    |       | CNIP     | Guy La Chambre    |       | CNIP     |
| Saint-Servan-sur-Mer | 12 832     | Paul Delacourt    |       | DVD      | Yves Menguy       |       | CNIP     |
| Vitré                | 9 367      | Marcel Rupied     |       | RPF      | Marcel Rupied     |       | RPF      |

À l'issue de cette élection, on assiste à quelques changements : à Rennes tout d'abord, où le centriste Henri Fréville est élu maire avec le soutien de la SFIO, bien que la liste sur laquelle il figurait en deuxième position ait terminé derrière la liste d'Union et de défense des intérêts de Rennes (RPF) conduite par François Chateau. À Saint-Servan et Dinard, Yves Menguy et Yves Verney succèdent respectivement à Paul Delacourt et Louis Léouffre. Excepté ces trois communes, tous les sortants sont réélus.